# Socialisme démocratique
Ne doit pas être confondu avec social-démocratie.
L'expression socialisme démocratique désigne, dans son acception la plus répandue, un ensemble de courants socialistes caractérisés par la volonté de construire une société socialiste, où existerait l'égalité la plus grande possible et où régnerait la justice, tout en respectant des principes démocratiques. De manière plus précise, l'expression socialisme démocratique est aujourd'hui principalement employée pour désigner le courant socialiste qui, s'opposant après 1917 au léninisme et à ses pratiques autoritaires et coercitives, s'est progressivement éloigné des conceptions révolutionnaires et du marxisme, pour adopter des positions simplement « réformistes ». Le communisme et le socialisme démocratique sont dès lors devenus des courants clairement distincts.
Le terme de social-démocratie est devenu, avec le temps, un vocable proche de socialisme démocratique, les deux expressions étant aujourd'hui parfois utilisées comme des synonymes, ou en alternance pour désigner la même réalité politique. Elles ne se confondent cependant pas totalement sur le plan politique et historique : toutes les figures socialistes démocratiques, que ce soit des individus ou des collectifs, n'utilisent en effet pas l'appellation social-démocrate dans leur nom officiel et ne se sont pas toujours définis comme tels, quand bien même ils se revendiqueraient aujourd'hui ouvertement de valeurs dites sociales-démocrates. En outre, le vocable « socialisme démocratique » est de nos jours également utilisé par des partis, notamment de gauche radicale (soit situé entre la social-démocratie et l'extrême gauche), ne relevant pas de la tendance de centre gauche, courant aujourd'hui plutôt assimilé à la social-démocratie.

## Définitions
La relation entre socialisme et démocratie fait l'objet de nombreux commentaires, dont les conclusions et la portée varient en fonction des sens donnés aux mots socialisme et démocratie. Bertrand Russell décrit en 1918 « l'essence du socialisme » comme étant « par définition la revendication de la propriété commune de la terre et du capital. La propriété commune peut signifier la propriété par un État démocratique, mais n'inclut pas la propriété par quelconque État qui ne serait pas démocratique ». Émile Durkheim établit entre socialisme autoritaire et socialisme démocratique une distinction sous un angle principalement économique : il définit le premier comme un socialisme qui prônerait un État fort réglant étroitement les activités économiques en les encadrant par un réseau de décisions qui ne prendraient que faiblement en compte les indications des organes économiques ; au contraire, le socialisme démocratique est, selon la définition de Durkheim, un socialisme prévoyant un dialogue constant entre l'État et les groupes économiques, dans le cadre d'un équilibre général des pouvoirs.
La notion de socialisme démocratique au sens contemporain, dont le modèle se trouve essentiellement parmi les partis européens, se développe au XXe siècle dans le contexte d'une redéfinition de l'identité socialiste, alors que le mouvement est confronté à la concurrence du communisme, qui se revendique lui aussi du socialisme. Le socialisme démocratique s'affirme alors comme une tendance attachée à la réduction des injustices, mais opposée à toute forme de révolution violente et ne concevant les changements sociétaux que dans le cadre de la démocratie parlementaire et du multipartisme. L'expression « socialisme démocratique » - utilisée en alternance avec social-démocratie, au sens contemporain du terme - désigne la plupart du temps le courant dominant du centre gauche, ou plus généralement de la gauche réformiste, soit la mouvance la plus couramment désignée de nos jours par l'appellation de socialisme.

## Historique

### Entre-deux-guerres

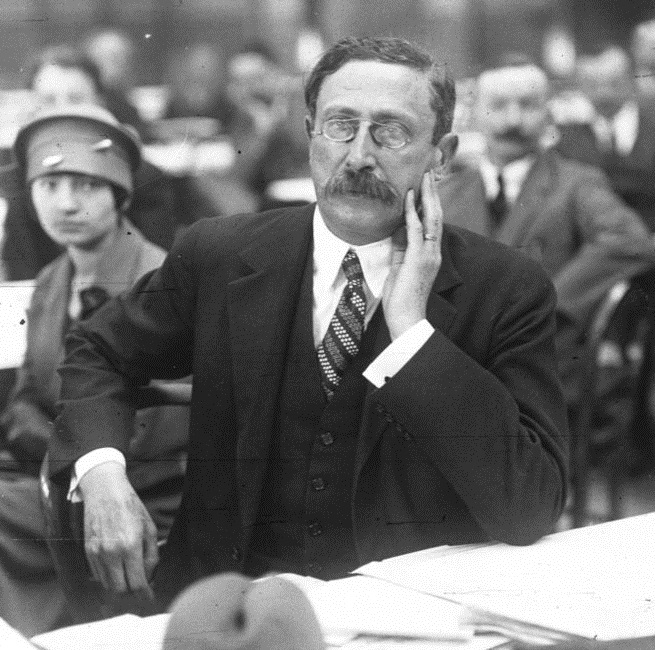
Léon Blum en 1925.

Dans les dernières décennies du XIXe siècle et les premières années du XXe siècle, le mouvement socialiste international est profondément divisé par les divisions entre réformistes et révolutionnaires. Au Royaume-Uni, le marxisme n'a jamais exercé de rôle dominant dans le mouvement ouvrier, ni au sein du Parti travailliste, et les intellectuels membres de la Fabian Society s'emploient à définir un socialisme non marxiste. En Europe continentale, au contraire, le marxisme conserve, notamment en Allemagne, une prééminence sur le terrain des idées : le dualisme entre les principes révolutionnaires et une pratique politique de plus en plus intégrée à la démocratie libérale crée des tensions profondes. Durant le conflit mondial, l'absence de réaction unitaire de l'Internationale ouvrière aggrave encore le sentiment de malaise, voire de faillite morale du mouvement socialiste. Après la Révolution d'Octobre de 1917 et la prise de pouvoir des bolcheviks en Russie, la rupture devient définitive entre réformistes et révolutionnaires. Ces derniers, qui adoptent le nom de communistes, se regroupent au sein de l'Internationale communiste, fondée en 1919. Les conditions d'admission à cette IIIe Internationale stipulent notamment le caractère indispensable de la révolution pour abattre l'État « bourgeois » et le remplacer par un État socialiste, la mise en place de la dictature du prolétariat, et le respect du centralisme démocratique comme règle d'organisation des partis.
Face au défi posé par l'Internationale communiste, les socialistes qui refusent l'adhésion au mouvement communiste doivent affirmer leur singularité. En France, Léon Blum se fait, notamment à partir de son intervention au congrès de Tours de la SFIO en 1920, l'un des principaux avocats du socialisme démocratique et du rejet du léninisme : il s'oppose fermement au socialisme conçu par les bolcheviks qui lui apparaît, non comme une dictature du prolétariat authentique, mais comme la dictature d'un « petit groupe ». Pour Blum, le marxisme ne saurait à lui seul constituer la base du socialisme : récusant le matérialisme historique et le déterminisme sociologique, Blum conçoit le socialisme comme devant assurer « l'égal bien-être et le bonheur commun des hommes » en installant « la raison et la justice là où règnent aujourd'hui le privilège et le hasard »,.
Le constitutionnaliste et politologue Dmitri Georges Lavroff date de cette période de l'entre-deux-guerres l'affirmation du socialisme démocratique en tant qu'acteur politique original. Le socialisme cherche cependant encore son identité propre face au communisme : certains socialistes, ou anciens socialistes (Benito Mussolini, qui fonde le fascisme en Italie, ou dans une moindre mesure les néo-socialistes français comme Adrien Marquet et Marcel Déat), évoluent dans les années 1920-1930 vers des options politiques autoritaires. L'Internationale ouvrière, très affaiblie au sortir de la Première Guerre mondiale, connaît en 1921 une scission avec l'Union des partis socialistes pour l'action internationale : les deux tendances fusionnent à nouveau deux ans plus tard pour constituer l'Internationale ouvrière socialiste, qui regroupe la majorité des partis socialistes européens. À la fin des années 1920 et au début des années 1930, l'opposition entre communistes et socialistes prend un tour particulièrement violent, l'Internationale communiste privilégiant une ligne « classe contre classe » qui désigne les socialistes - dits « sociaux-traîtres » - comme les principaux ennemis, au détriment de la lutte contre le fascisme et le nazisme. Ce n'est qu'une fois que Staline réalise l'ampleur du danger nazi que les communistes s'allient aux socialistes dans le cadre d'une politique de « fronts populaires ». Si une grande partie des mouvements socialistes européens demeurent attachés aux concepts de révolution et de dictature du prolétariat, ils n'en demeurent pas moins partisans d'une pratique modérée : en France, Léon Blum - tout en concevant que les acquis de la révolution puissent être défendus par des moyens violents si ses adversaires utilisent eux-mêmes la violence - insiste sur la nécessité de la transformation de la société par des moyens légaux et ne conçoit l'accession au pouvoir que dans le cadre d'un processus électoral.
En Scandinavie, et notamment en Suède, les partis sociaux-démocrates ont pris depuis longtemps leurs distances avec le marxisme et le socialisme révolutionnaire et construisent, une fois arrivés au pouvoir - en Suède notamment, ils accèdent au gouvernement à partir de 1932 et y demeurent de façon quasi-ininterrompue jusqu'en 1976 - des systèmes d'États-providence qui constituent le « modèle scandinave » de socialisme démocratique. En France, le gouvernement de Léon Blum, sous le Front populaire, réalise un ensemble de réformes sociales mais sans transformation radicale de la société. Dans l'ensemble, la période de l'entre-deux-guerres est, du moins dans les pays européens marqués par une forte présence communiste, peu favorable au développement du socialisme démocratique, qui demeure enfermé entre la réaction fasciste et l'expansion communiste soutenue par l'URSS. L'évolution vers une forme non autoritaire de socialisme demeure cependant théorisée par des intellectuels comme Joseph Schumpeter, qui estime dans Capitalisme, socialisme, et démocratie que les sociétés libérales démocratiques étaient en train d'évoluer du capitalisme libéral vers le socialisme démocratique, avec la popularisation de la gestion des travailleurs par les travailleurs, la démocratie industrielle et les institutions de réglementation.

### Après-guerre
Après la Seconde Guerre mondiale, les partis socialistes forment une nouvelle Internationale, qui est officiellement formée en 1951 sous le nom d'Internationale socialiste. Les travaillistes britanniques, sans guère d'attaches marxistes, comptent parmi les principales chevilles ouvrières de cette renaissance : une nette majorité de partis socialistes démocratiques, dans le contexte de la Guerre froide, refusent catégoriquement le communisme du bloc de l'Est et se positionnent sans ambiguïté du côté du « monde libre ». L'ensemble des partis socialistes européens abandonnent dès lors progressivement leur culture marxiste et leurs aspirations révolutionnaires, à un rythme inégal selon les pays. Dans certains pays comme la France et l'Italie les références marxistes mettent en effet beaucoup plus longtemps à disparaître du discours des partis socialistes (le Parti socialiste italien reste ainsi durant des années allié au Parti communiste italien, ce qui pousse les socialistes opposés à cette alliance à faire scission en créant le Parti social-démocrate italien) ; le Parti social-démocrate d'Allemagne, au contraire, renonce dès 1959 à toute référence à la lutte des classes.

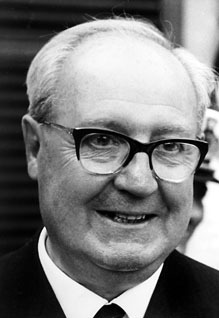
Giuseppe Saragat, fondateur du Parti social-démocrate italien, en 1947.

Le socialisme démocratique tend dès lors à se définir principalement comme un principe moral, qui doit autant à l'idéalisme de Kant qu'aux idées de Marx ; ce dernier tend à céder la place, sur le plan économique, aux thèses de Keynes ou de Schumpeter. Si des divergences subsistent entre partis socialistes européens quant à la place de l'État dans l'économie, la plupart abandonnent l'idée de nationalisations massives au profit d'une conversion au keynésianisme et à l'économie mixte. Cette évolution se fait dans le cadre non seulement d'un contexte géopolitique, mais également d'une forme de « crise d'identité » du socialisme démocratique, étalée sur plusieurs décennies et liée à la mutation sociologique de l'Europe. L'évolution de leur électorat, le déclin des classes ouvrières traditionnelles et la montée de valeurs post-matérialistes contribuent à la mise à mal, puis à la redéfinition, des fondements idéologiques des partis socialistes et sociaux-démocrates.
Certaines définitions du socialisme démocratique sont sensiblement différentes et plus précises que cette évolution générale du socialisme européen, sans que ces acceptions alternatives du terme ne deviennent des usages majoritaires : en 1978, le Britannique Peter Hain considère ainsi le socialisme démocratique comme une forme peu autoritaire du « socialisme par en bas » (« socialism from below »), au contraire du stalinisme et de la social-démocratie, qui sont pour lui deux variantes de l'étatisme socialiste autoritaire. Pour Hain, cette division entre la démocratie et le totalitarisme, la dictature, est plus importante que la division entre l'idéologie révolutionnaire et l'idéologie réformiste. Dans ce sens, la participation active de la population entière, et des travailleurs en particulier, à la gestion de l'économie caractérise le socialisme démocratique, tandis que la nationalisation et la planification de l'économie appliquées par un gouvernement élu (démocratiquement ou pas) caractérisent le socialisme d'État autoritaire. L'universitaire américano-yougoslave Bogdan Denitch le définit en 1981, dans son ouvrage Socialisme démocratique, comme une idée d'une réorganisation radicale de l'ordre socio-économique à travers des achats pour les biens publics, le contrôle du processus de travail et de la politique de taxes par les travailleurs.
À partir des années 1950, les partis socialistes démocratiques se rapprochent des milieux chrétiens et, dans l'ensemble des pays européens, élargissent leur base électorale pour s'adresser, non plus uniquement aux ouvriers mais aux classes moyennes et aux intellectuels,. Sans illusions sur un écroulement de l'économie de marché et sur une transformation radicale de la société, les partis socialistes aspirent désormais avant tout à corriger les injustices et à réformer de l'intérieur la démocratie libérale plutôt que de la remplacer par un autre système. Les partis socialistes européens s'affirment comme des partis de gouvernement crédibles et leurs dirigeants comptent parmi les acteurs majeurs de la construction européenne.

### Depuis la fin duXXesiècle

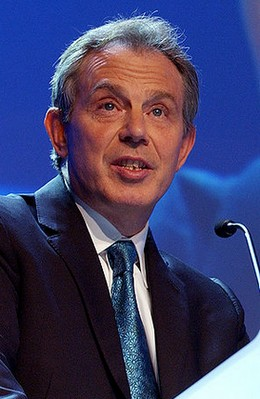
Tony Blair en 2005.

Dans les années 1980-1990, la mue réformiste des partis socialistes européens s'accélère. C'est tout particulièrement au cours de la seconde décennie que l'ensemble des partis et des gouvernements se convertit au libéralisme économique, sous la double influence des réalités gouvernementales et de la chute du communisme européen, qui libère certains partis, notamment le Parti socialiste français, d'une pression sur leur gauche, et leur permet d'afficher plus ouvertement leur identité réformiste. La nationalisation cesse d'être considérée comme un instrument de transformation de la société et des gouvernements socialistes, comme celui de Lionel Jospin en France, se livrent au contraire à d'importants programmes de privatisations.
Au Royaume-Uni, la transformation du Parti travailliste est particulièrement prononcée : sous l'influence de Tony Blair, le Labour abandonne toute idée de propriété collective des moyens de production et adopte une ligne résolument partisane d'une adaptation au libéralisme et à la flexibilité du travail : le « blairisme » devient bientôt l'un des principaux axes du centre gauche européen, bien que son libéralisme assumé soit loin de faire l'unanimité au sein des appareils des différents partis. Tony Blair considère pour sa part que c'est dans le « libéralisme radical » du début du XXe siècle que se trouve la source du socialisme démocratique britannique. En 1999, Blair et le chancelier allemand Gerhard Schröder publient un manifeste commun fortement empreint d'idées libérales et plaidant pour « une Europe flexible et compétitive » : le Premier ministre français Lionel Jospin, lui, se positionne à l'encontre de cette « troisième voie » trop ouvertement libérale, et plaide pour un « socialisme moderne » - qu'il désigne du nom de social-démocratie - acceptant l'économie de marché en tant que système le plus efficace, mais refusant la « société de marché », car le marché en soi ne produit pas de valeurs ou de sens. Pour Jospin, le socialisme se définit non plus comme un « système » mais comme un ensemble de « valeurs démocratiques et sociales » et « une façon de réguler la société et de mettre l'économie de marché au service des hommes ».
Le socialisme démocratique, dont les termes socialisme aussi bien que social-démocratie tendent désormais, en Europe, à être utilisés comme des synonymes, demeure un acteur politique majeur ; les partis relevant de cette tendance sont désormais considérés comme des forces gouvernementales crédibles et sont le plus souvent, en tant que forces dominantes au centre-gauche, les bénéficiaires mécaniques des alternances politiques. Divers commentateurs politiques soulignent cependant que cette position de force s'accompagne, au début du XXIe siècle, d'une certaine déperdition de sens pour ce courant politique : le socialisme contemporain continue de comporter une volonté de réforme sociale et de lutte contre les inégalités mais, selon cette analyse, aurait perdu une large part de son originalité théorique ou idéologique, les idées de transformation en profondeur de la société ayant cédé la place à la défense de valeurs consensuelles comme la liberté, l'égalité et la démocratie,.
Le terme de « socialisme démocratique », bien qu'étant généralement associé au socialisme modéré prôné par les partis socialistes dominants en Occident, est cependant revendiqué à l'occasion par des mouvances et des personnalités plus marquées à gauche, à l'image de Jean-Luc Mélenchon en France. Au Venezuela, Hugo Chávez a ainsi utilisé l'expression « socialisme démocratique du XXIe siècle » pour qualifier les politiques menées dans le cadre de sa « révolution bolivarienne ».